# Оводов, Владимир Сергеевич
Владимир Сергеевич Оводов (10 июня 1898 — 6 декабря 1983) — советский учёный в области сельскохозяйственного водоснабжения, профессор (1935), доктор технических наук (1940), заслуженный деятель науки и техники РСФСР (1964), почётный гражданин Новочеркасска (1977).

## Биография
Владимир Оводов родился 10 июня 1898 года в Туле. В 1919 году окончил Московское высшее техническое училище. До 1920 служил на командных должностях в Красной армии.
В 1923 году окончил инженерно-мелиоративный факультет Ставропольского сельскохозяйственного института по специальности инженер-гидротехник. В 1923—1931 годах работал в Ставрополе: был специалистом по гидротехнике ставропольского окружного земельного управления, техническим руководителем ставропольско-армавирского отделения Кавгидростроя, — и Ростове-на-Дону: главным инженером и заместителем директора конторы «Водстрой» Севкавсельстроя.
С 1931 года почти 50 лет Оводов был заведующим кафедрой сельскохозяйственного водоснабжения НИМИ (ныне Новочеркасская государственная мелиоративная академия), также по совместительству в 1931—1938 и 1944—1951 годах был заместителем директора по научно-исследовательской работе.
В 1941 году во время обороны Новочеркасска Оводов руководил штабом батальона народного ополчения, командовал строительной ротой, которая создавала оборонительные сооружения. До 1944 года находился в эвакуации в Алтайском крае, работал в филиале НИМИ, продолжал заниматься преподавательской и научной деятельностью, руководил кафедрой сельскохозяйственного водоснабжения.
Периодически Оводов руководил и принимал личное участие в масштабных научных исследованиях, которые были значимы для развития сельского хозяйства государства. Проектные организации регулярно пользовались его научными работами и рекомендациями по повышению качества воды, использованию новой технологии очистки вод для сельскохозяйственного водоснабжения, они включены в соответствующие типовые проекты Госстроя СССР. Оводов был консультантом и входил в ряд учёных и научно-технических советов передовых сельскохозяйственных организаций СССР. Оводов одним из первых предложил технологию водоподготовки без реагентов, разработал автоматический медленный фильтр. Он открыл и руководил работой двух отраслевых научно-исследовательских лабораторий в НИМИ: по повышению качества воды и добыче подземных вод. Он подготовил 30 кандидатов и пять докторов наук, примерно тысячу инженеров-гидротехников, экспертов в сфере сельскохозяйственного водоснабжения.
Оводов издал более полусотни научных и методических работ, зарегистрировал ряд патентов. В 1939 году Государственное издательство сельскохозяйственной литературы напечатало с грифом Всесоюзного Комитета по делам высшей школы при СНХ СССР учебник «Сельскохозяйственное водоснабжение» под редакцией Оводова, всего вышло три издания. Пособие использовалось для преподавания курса сельскохозяйственного водоснабжения в большинстве гидромелиоративных вузов и на факультетах в Советском Союзе, и продолжает использоваться в России и постсоветских странах. В этом учебнике в концентрированном и доходчивом изложении впервые представлена научная система базовых знаний в сфере сельскохозяйственного водоснабжения и обводнения. Также издал учебник «Сельскохозяйственное водоснабжение и обводнение» (1939, 1960, 1984), учебные пособия «Проектирование сельскохозяйственного водоснабжения» (1950, 1962, переведено на китайский язык), «Примеры расчетов по сельскохозяйственному водоснабжению и канализации» (1955) и прочие.
Оводов награждён орденами Трудового Красного Знамени (дважды), Красной Звезды и «Знак Почёта», а также правительственной наградой Монголии, орденом Полярной звезды — за заслуги по усовершенствованию сельскохозяйственного водоснабжения. Награждён семью медалями СССР, значком «Отличник социалистического сельского хозяйства», бронзовой медалью ВДНХ и прочими медалями, значками ВАСХНИЛ и отрасли СХ СССР.
Оводов избирался депутатом ряда созывов городского совета Новочеркасска.
Умер 6 декабря 1983 года в Новочеркасске. На здании НИМИ установлена мемориальная табличка.